# انتخابات مستقیم

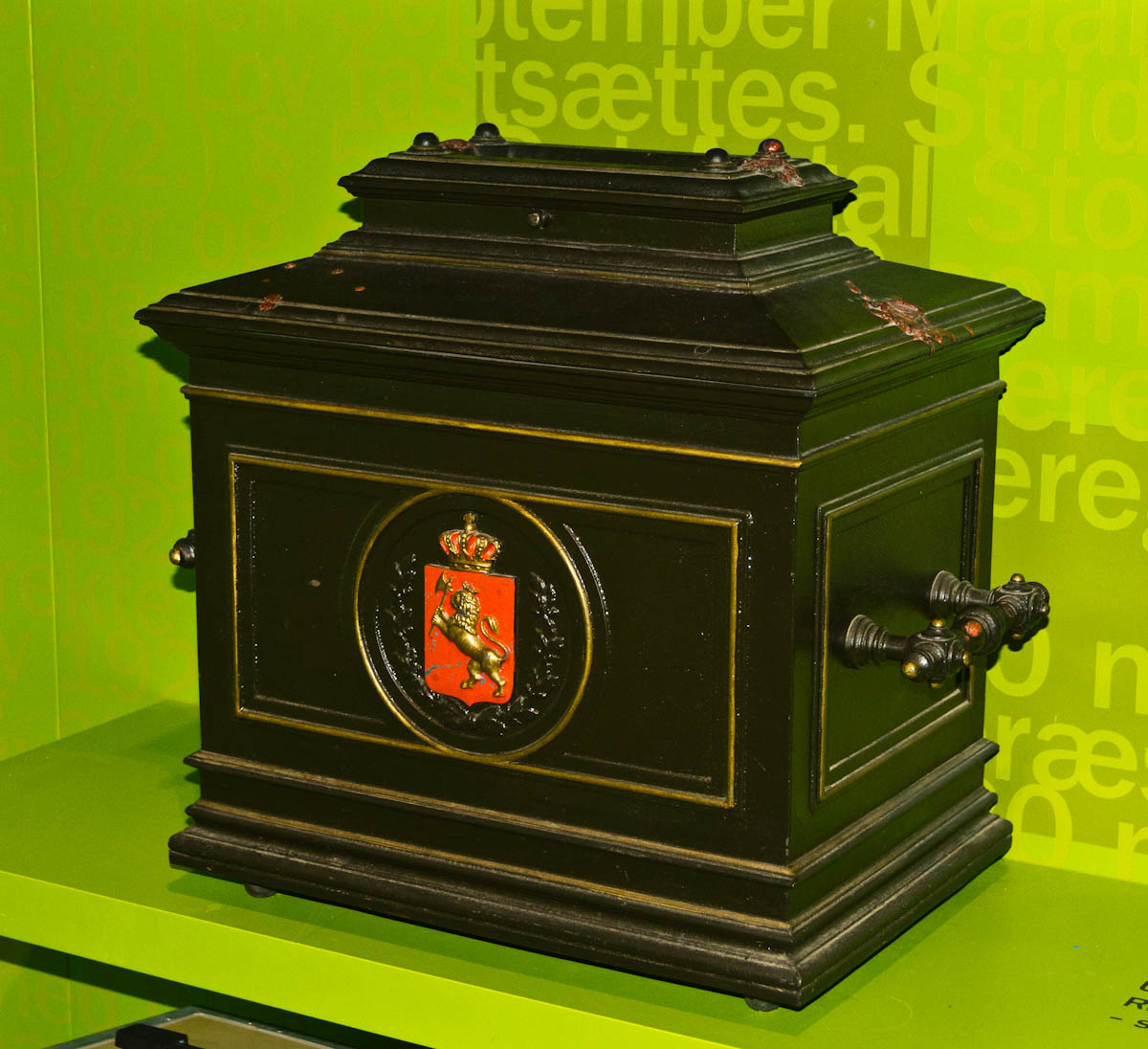
صندوق انتخابات

انتخابات مستقیم به روش یا نظامی اشاره دارد که برای گزینش مقامات رسمی استفاده می‌شود به طوری که رأی‌دهندگان در این نظام به شکل مستقیم نام فرد، افراد یا احزاب سیاسیِ مورد نظر خود را به صندوق می‌اندازند و انتخاب می‌کنند. شیوه‌ای که طی آن برنده یا برندگان انتخاب می‌شوند وابسته به نظام انتخاباتی مورد کاربرد است. معمول‌ترین نظام‌ها برای انتخاب یک فرد، نظام اکثریتی و نظام دومرحله‌ای هستند و برای انتخاب نمایندگان مجالس قانون‌گذاری، نظام نمایندگی نسبی فهرست‌های حزبی است.
نمایندگان پارلمان اروپا از ۱۹۷۹ و اعضای مجلس نمایندگان آمریکا از ۱۷۸۸ به طور مستقیم انتخاب می‌شده‌اند.
اما در یک انتخابات غیرمستقیم، رأی‌دهندگان به جمعی از گزینندگان رأی می‌دهند تا آن‌ها مقامات رسمی مورد نظر را انتخاب نمایند.
در یک انتخابات مستقیم مضاعف، نمایندگان انتخاب‌شده در دو شورا که معمولاً لایه‌ی پایینی یک انجمن شهری و یک لایه‌ی بالایی یک ناحیه یا شهرداری است کار خواهند کرد.